# Rethmann
Die Rethmann SE & Co. KG (Eigenschreibweise: RETHMANN) ist eine familiengeführte Unternehmensgruppe, die aus Remondis (Recycling, Service, Wasserwirtschaft), Rhenus (Logistik), Saria (Verarbeitung von tierischen Nebenprodukten und organischen Reststoffen), sowie der französischen Transdev (ÖPNV) besteht. Die TSR Group (Metall-Recycling) gehört über Remondis ebenfalls zu Rethmann. Der Hauptsitz von Rethmann befindet sich seit 1934 am Gründungssitz in Selm.
Das Unternehmen gehört zu gleichen Teilen den vier Brüdern Klemens, Ludger, Georg und Martin Rethmann.

## Unternehmensstruktur
Die Rethmann-Gruppe ist in vier Unternehmensgruppen tätig:
- Die Remondis-Gruppe ist eines der weltweit größten privaten Dienstleistungsunternehmen der Wasser- und Kreislaufwirtschaft. Die Leistungen des Unternehmens erstrecken sich von der Wasserversorgung und -aufbereitung über die Gewinnung von Rohstoffen bis hin zur Entwicklung von Recyclingprodukten und die Bereitstellung alternativer Energieträger.
- Die Rhenus-Gruppe zählt zu den führenden europäischen Logistikdienstleistern und steht mit den Geschäftsfeldern Automobilindustrie, Kontraktlogistik, Überland-Transporte, Hafenlogistik sowie Luft- und Seetransporte für das Management von Lieferketten.
- Die Saria-Gruppe ist in der Verwertung von tierischen und pflanzlichen Restprodukten als Hersteller von Erzeugnissen für die menschliche und tierische Ernährung, für die Landwirtschaft, für die Aquakultur und für industrielle Anwendungen tätig. Außerdem produziert Saria neue Energien und erbringt Dienstleistungen für die Land- und Ernährungswirtschaft.
- Die Transdev-Gruppe ist ein weltweit führender privater Betreiber von öffentlichen Verkehrsmitteln. Anteilseigener neben der Rethmann-Gruppe ist das französische staatliche Finanzinstitut Caisse des Dépôts (CDC), die 34 % des Kapitals hält.[3]

## Unternehmensgeschichte
1934 legte Josef Rethmann den Grundstein des Familienunternehmens: Er übernahm eine bahnamtliche Spedition sowie ein Fuhrunternehmen, das unter anderem für die Asche-Entsorgung einiger Haushalte in Selm zuständig war. Nach dem Gewinn einer Ausschreibung wurde dieser Auftrag 1959 auf die gesamte Stadt ausgeweitet – und somit zum Fundament der Remondis-Gruppe.
1961 übernahm Norbert Rethmann (Jahrgang 1939) die Leitung des Familienunternehmens. 1977 erfolgte mit Übernahme der Gebrüder Schaap KG die erstmalige Erweiterung des Spektrums um Leistungen der damaligen Saria Bio-Industries AG. 1992 übertrug Norbert Rethmann fast alle Unternehmensanteile an seine vier im Unternehmen tätigen Söhne und wechselte zum Aufsichtsratsvorsitzenden. Hermann Niehues, seit 1978 im Unternehmen, wurde Vorstandschef. Unter seiner Führung legte der Konzern nach der Umstrukturierung in Sparten und Regionen ein enormes Wachstum hin. 1998 wurde mit dem Erwerb der Rhenus AG & Co. der Logistikbereich der Gruppe weiter gestärkt. Der Umsatz belief sich bei seinem Amtsantritt auf 800 Mio. Mark. Im Jahr 2007 erzielte die Rethmann-Gruppe in allen drei Sparten einen konsolidierten Umsatz von 7,2 Mrd. Euro mit 36.100 Mitarbeitern in 41 Ländern.
Nach dem tödlichen Unfall Niehues’ im Sommer 2008 wurde ab 1. Oktober 2008 Reinhard Lohmann Vorstandsvorsitzender. Er war bereits seit 1979 in der Unternehmensgruppe tätig und avancierte 1989 zum Finanzvorstand sowie 1992 zum stellvertretenden Vorstandsvorsitzenden. Die Brüder Ludger und Klemens Rethmann komplettierten das dreiköpfige Gremium.
Im September 2009 übertrug Norbert Rethmann auch die restlichen vier Prozent Unternehmensanteile an seine Söhne und zog sich auf die Position eines Ehrenaufsichtsratsvorsitzenden und sein Gut im mecklenburgischen Wamckow zurück. Neuer Aufsichtsratsvorsitzender wurde sein jüngster Sohn Martin Rethmann, dessen Stellvertreter Peter Nölke und weiteres Aufsichtsratsmitglied Georg Rethmann. Alle drei gehörten bereits seit 1999 dem damals noch sechsköpfigen Gremium an.
Rethmann beteiligte sich 2010 im Bieterverfahren um den fünftgrößten deutschen Energieversorger Steag, der die vierte Säule der Unternehmensgruppe bilden und stark ausgebaut werden sollte, unterlag aber einer kommunalen Beteiligungsgesellschaft mehrerer Stadtwerke aus dem Ruhrgebiet.
Ende 2014 schied Peter Nölke aus dem Aufsichtsrat aus. Ebenfalls zum Ende des Jahres 2014 schied Reinhard Lohmann aus dem Vorstand aus und wurde in den Aufsichtsrat als stellvertretender Vorsitzender berufen. Weitere Mitglieder des Aufsichtsrats bleiben unverändert Martin Rethmann (Vorsitzender) und Georg Rethmann. Im Vorstand verblieben Klemens Rethmann (Vorstandssprecher) und Ludger Rethmann.
Im Januar 2019 erwarb Rethmann von Veolia einen 30-prozentigen Anteil am international tätigen französischen Verkehrskonzern Transdev. Mit der Einbringung von Rethmanns bisherige Verkehrstochter, Rhenus Veniro, wurde der Anteil um 4 % auf 34 % aufgestockt; Rhenus Veniro wurde damit Teil von Transdev. Im Juni 2025 genehmigte der französische Staat den Verkauf eines weiteren 32 % Aktienpakets an Rethmann, die somit die Aktienmehrheit erhalten; die staatliche CDC verbleibt mit 34 % Minderheitsaktionär; der Erwerb erfolgte am 1. Juli 2025.